# Saligny-sur-Roudon
Saligny-sur-Roudon ist eine französische Gemeinde mit 648 Einwohnern (Stand: 1. Januar 2022) im Département Allier in der Region Auvergne-Rhône-Alpes. Sie gehört zum Arrondissement Vichy und ist Mitglied im Gemeindeverband Communauté de communes Entr’Allier Besbre et Loire. Die Bewohner werden Salignois und Salignoises genannt.

## Geographie
Saligny-sur-Roudon liegt etwa 46 Kilometer nordnordöstlich von Vichy und etwa 34 Kilometer ostsüdöstlich von Moulins am Fluss Roudon. An der östlichen Gemeindegrenze verläuft der Fluss Loddes. Umgeben wird Saligny-sur-Roudon von den Nachbargemeinden Diou im Norden, Pierrefitte-sur-Loire im Nordosten, Coulanges im Osten, Monétay-sur-Loire im Südosten, Liernolles im Süden, Saint-Léon im Südwesten, Vaumas im Westen und Südwesten sowie Saint-Pourçain-sur-Besbre im Westen und Nordwesten.

## Bevölkerungsentwicklung
| Jahr                       | 1962 | 1968 | 1975 | 1982 | 1990 | 1999 | 2006 | 2012 | 2019 |
| Einwohner                  | 1101 | 1093 | 992  | 906  | 811  | 766  | 806  | 708  | 671  |
| Quellen: Cassini und INSEE |      |      |      |      |      |      |      |      |      |

## Sehenswürdigkeiten

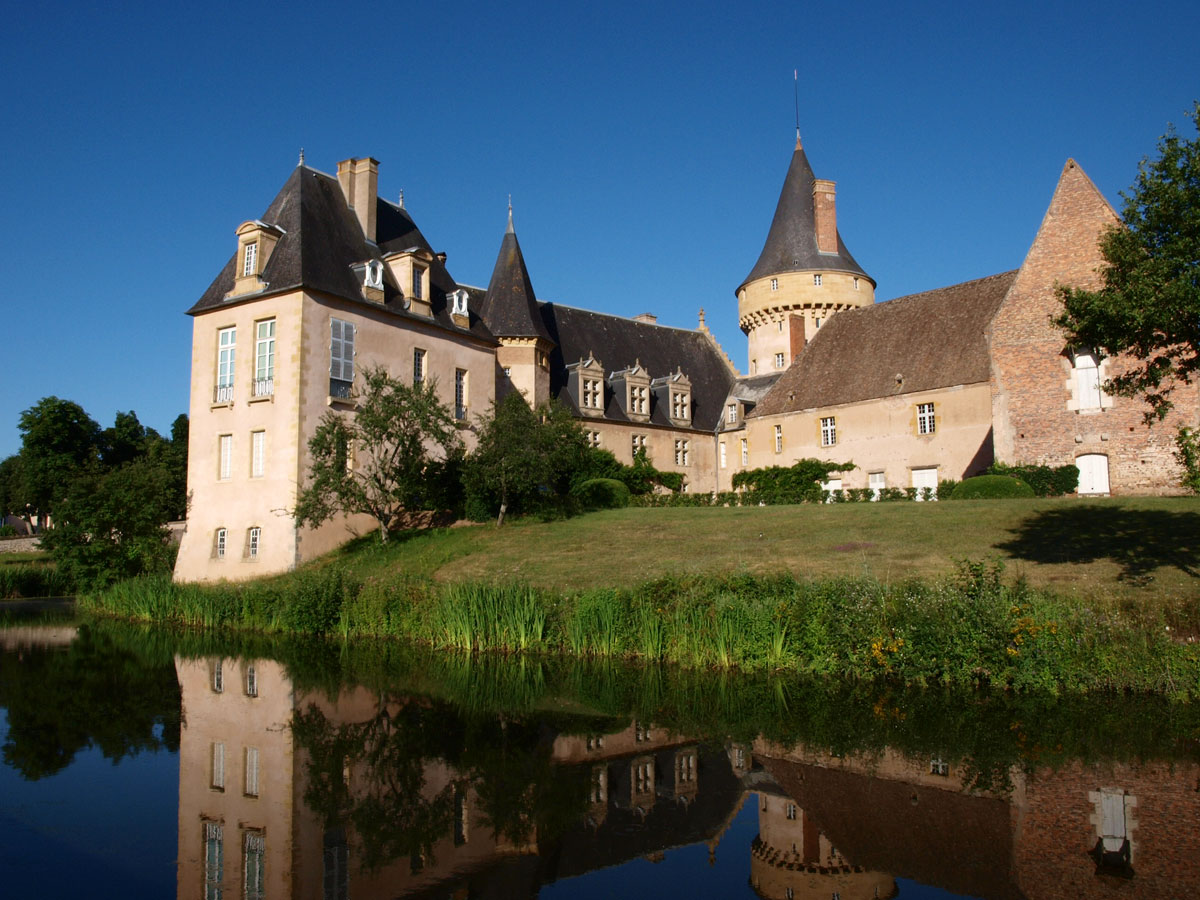
Schloss Saligny

Siehe auch: Liste der Monuments historiques in Saligny-sur-Roudon
- Kirche Saint-Martin
- Château de Saligny (Schloss Saligny)
- Château de la Varenne